# Bear Grylls
Bear Grylls (nascut el 7 de juny de 1974), nom real Edward Michael Grylls, és un aventurer, ex soldat de les forces especials i escriptor britànic actualment conegut per la seva popular sèrie de televisió A prueba de todo també conegut com a Born Survivor o Man vs. Wild a EUA, i a Espanya es diu El último superviviente.

## Primers anys
Grylls va créixer a Donaghadee, Irlanda del Nord i, més endavant, a Bembridge a l'Illa de Wight. És fill de l'expolític del Partit Conservador britànic Sir Michael Grylls i de Lady Grylls (coneguda com a Sarah Ford). Té un germà i una germana (Lara Fawcett, entrenadora de cardio-tennis), tots dos més grans que ell. En un episodi juntament amb Will Ferrell, va dir que la seva germana li va donar el sobrenom de "Bear" (os, en català), quan ell tot just tenia una setmana de vida.
Grylls va ser educat a Eaton House, Escola Ludgrove, Eton College i Birkbeck, Universitat de Londres, on es va graduar amb un títol en Estudis Hispànics el 2002.
Va aprendre del seu pare a escalar i a navegar a vela a primerenca edat. En la seva adolescència va realitzar un curs de salt en paracaigudes i també va obtenir el cinturó negre 2n grau a karate Shotokan. En l'actualitat practica ioga i ninjutsu. Parla anglès, castellà i francès.

## Vida militar
Del 1994 al 1997, després de passar la selecció de les Forces Especials de l'Exèrcit britànic, va servir a la reserva a temps parcial de les Forces Especials del Regne Unit, amb el SAS 21 Regiment, 21 SAS (R), com un soldat de cavalleria, instructor en tècniques de supervivència i metge de patrulla. Afirma que va servir al nord d'Àfrica dues vegades. En 1996 va patir un accident de paracaigudisme en caiguda lliure a Kenya. El seu paracaigudes es va esquinçar a 500 m, obrint-se en part, el que va fer que caigués, trencant-se l'esquena en 3 parts i semblar momentàniament mort durant 3 minuts. Grylls va passar els següents 18 mesos entrant i sortint de rehabilitació militar, intentant quedar prou bé com per a la seva següent objectiu, que era ascendir l'Everest. L'antic soldat de l'SAS, Chris Ryan, afirma que ell no creu que Grylls es trenqués l'esquena en una operació del SAS a Àfrica i que Grylls ha exagerat històries sobre el seu expedient militar.
En 2004, Grylls va ser distingit amb el rang honorari de Lieutenant Commander, que equival a Capità de corbeta, a la Reserva de la Marina Reial Britànica.
Grylls és expert en sobreviure en qualsevol medi ambient extrem, a la sèrie "L'últim supervivent" ha ensenyat tècniques de supervivència en diversos climes extrems com els tropicals, glacials, alta muntanya, desèrtics i temperats, entre els seus tècniques figuren el menjar tota mena de feristeles i sobreviure amb equip mínim
També és famós per la seva creativitat per sortir de problemes, fins i tot en l'exèrcit britànic el coneixen com "The real MacGyver" (el veritable MacGyver), per la seva semblança amb el popular personatge de televisió (1985-1992).

## Expedicions

### Circumnavegació del Regne Unit
En 2010, Grylls dirigir el primer equip que va circumnavegar el Regne Unit en moto d'aigua, el que el va portar al voltant de 30 dies, per recaptar diners per a la Royal National Lifeboat Institution (RNLI), que és un cos de salvavides que presta els seus serveis al llarg de les illes britàniques. També rem nu 35,4 quilòmetres en una banyera de fabricació casolana al llarg del riu Tàmesi per recaptar fons per a un amic que va perdre les dues cames en un accident d'escalada.

#### La Muntanya Everest
En 1998, Grylls es va convertir en l'escalador britànic més jove en coronar l'Everest, als 23 anys.
En 2007, Grylls va aconseguir un nou rècord mundial a l'Everest en volar en paramotor sobre l'Himàlaia. Grylls desenganxar de 4.420 msnm, a 12,8 quilòmetres al sud de la muntanya. Durant l'ascens Grylls va registrar temperatures de -60° C., a més de nivells perillosament baixos d'oxigen i, finalment, va arribar a 8.992 metres, gairebé 3.048 metres més alt que l'anterior rècord de 6.102 metres. La gesta va ser filmada per Discovery Channel.

## Televisió
Els seus reportatges de la sèrie L'últim supervivent o A prova de tot on es representen tècniques de supervivència, van començar mitjançant l'emissió d'un programa pilot el 27 d'octubre de 2006 a Discovery Channel. La segona temporada es va estrenar als Estats Units. El 15 de juny de 2007, la tercera el novembre de 2007 i la quarta el maig de 2008.
En desembre de 2008, Grylls es va fracturar una espatlla mentre esquiava a més de 50 km / h a través d'un tram de gel d'un turó durant una expedició independent a l'Antàrtida.
El 13 de març de 2012 va ser acomiadat per Discovery Channel, ja que es va negar a participar en dos nous projectes en què s'havia compromès.

## Cap Scout del Regne Unit
Als vuit anys es va afiliar al Moviment Escolta com a llop.
L'11 de juliol de 2009, Grylls va ser nomenat Cap Escolta Nacional del Regne Unit, per petició dels mateixos escoltes britànics. És el desè cap Scout del Regne Unit i el més jove des de la creació del lloc per Robert Baden-Powell a 1920.